# Louis Gauthier
Pour les articles homonymes, voir Louis Gauthier (homonymie) et Gauthier.
Pour l’article ayant un titre homophone, voir Louis Gautier.
Louis Gauthier est un écrivain québécois né le 4 décembre 1944 à Montréal et mort le 28 juin 2023. Parallèlement à son travail d'écriture, il exerce le métier de traducteur.

## Biographie
En 1964, il termine ses études au Collège des Eudistes (aujourd'hui le Collège Jean-Eudes), puis s'inscrit à la faculté de philosophie de l'Université de Montréal, où il obtient un baccalauréat universitaire en 1966.
Il publie son premier roman, intitulé Anna, en 1967. Il est toutefois mieux connu pour son Cycle du voyage, une série de récits de voyage où intervient ponctuellement la fiction, amorcée en 1984 avec Voyage en Irlande avec un parapluie et poursuivie avec Le Pont de Londres (1988), Voyage au Portugal avec un Allemand (2002) et Voyage au Maghreb en l'an mil quatre cent de l'Hégire (2011).
Pigiste, il devient lecteur de manuscrits et directeur de collection au Cercle du Livre de France. Il travaille ensuite comme rédacteur et scénariste de documents audiovisuels dans le domaine corporatif, puis comme concepteur-rédacteur publicitaire.
Comme traducteur, il signe une douzaine d'ouvrages traduit de l'anglais vers le français.
En 1988, il collabore avec le peintre François Vincent pour la publication du livre d'art Peintre, je n'aurais rien à dire.
Récipiendaire de bourses des gouvernements canadien et québécois, il participe à des rencontres d'écrivains nationales et internationales. Il siège au jury du prix David.
Membre du conseil d'administration de l'Union des écrivaines et des écrivains québécois durant une dizaine d'années, il en a été le président de 1997 à 1999.
Trente-trois ans après la publication en 1984 de son ouvrage Voyage en Irlande avec un parapluie, le livre est récompensé du Prix Hervé-Foulon 2017,,, prix visant à faire redécouvrir un ancien ouvrage, et à le faire republier.
Louis Gauthier meurt d'un cancer le 28 juin 2023 à l'âge de 78 ans.

## Œuvres

### Romans
- Anna, Cercle du livre de France, 1967Sous-titre : « Récit polymorphe en 33 chapitres avec un prétexte et un postexte ». Réédition : Bibliothèque québécoise, 1999 (Nouvelle édition)
- Les Aventures de Sivis Pacem et de Para Bellum, tome I, Cercle du livre de France, 1970Réédition : Bibliothèque québécoise, 2000
- Souvenir du San Chiquita, VLB éditeur, 1978Réédition : Bibliothèque québécoise, 2003
- Les Aventures de Sivis Pacem et de Para Bellum, tome II, Bibliothèque québécoise, 2001

### Nouvelles
- Les grands légumes célestes vous parlent précédé de Le Monstre-mari, Cercle du livre de France, 1973Réédition : Bibliothèque québécoise, 2002

### Récits de voyage
- Voyage en Irlande avec un parapluie, VLB éditeur, 1984Premier volet du cycle du voyage. Réédition : Bibliothèque québécoise, 1999
- Le Pont de Londres, VLB éditeur, 1988Deuxième volet du cycle du voyage. Réédition : Bibliothèque québécoise, 2000
- Voyage au Portugal avec un Allemand, Fides, 2002Troisième volet du cycle du voyage. Réédition : Bibliothèque québécoise, 2007
- Voyage en Inde avec un grand détour, Fides, 2005Réunit les trois premiers volets du cycle du voyage : Voyage en Irlande avec un parapluie, Le Pont de Londres et Voyage au Portugal avec un Allemand
- Voyage au Maghreb en l'an mil quatre cent de l'Hégire, Fides, 2011Quatrième volet du cycle du voyage

### Autres publications
- Peintre, je n'aurais rien à dire, L'Atelier circulaire, 1988Avec gravures de François Vincent. Tirage limité à 24 exemplaires
- André Moreau, un génie méconnu, Les Intouchables, 2001Recueil de huit entretiens avec le jovialiste André Moreau

## Archives
Le fonds d'archives de Louis Gauthier est conservé au centre d'archives de Montréal de Bibliothèque et Archives nationales du Québec.

## Prix et distinctions
- 2002 — Grand prix du livre de Montréal, Voyage au Portugal avec un Allemand
- 2002 — Prix littéraire des bouquinistes du Saint-Laurent
- 2017 - Prix Hervé-Foulon[1],[2],[3] pour Voyage en Irlande avec un parapluie, paru en 1984